# スクイズボトル
スクイズボトルとは、スポーツドリンクなどの飲用ドリンクを飲むために開発された携帯用のボトルである。

## 概要

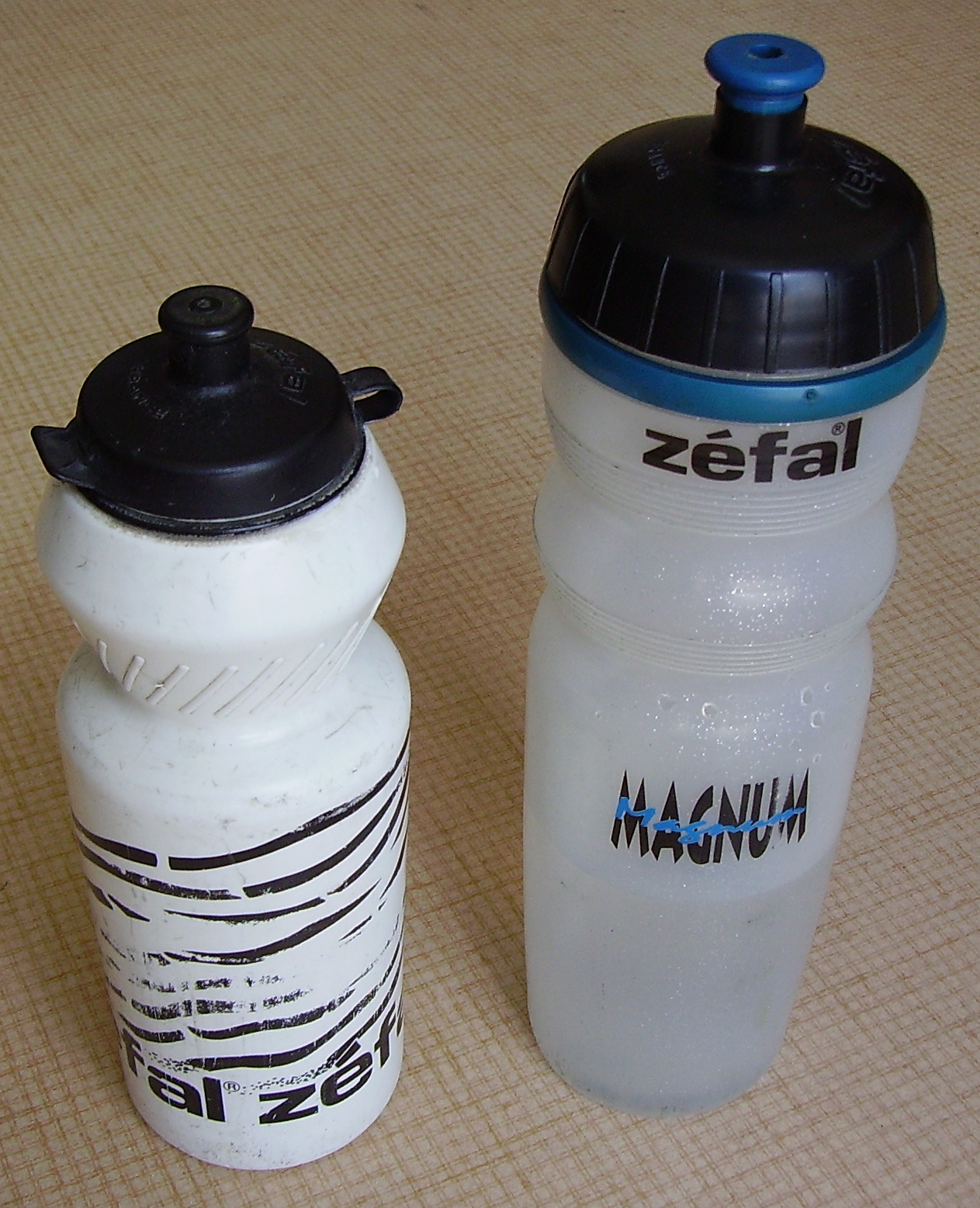
スクイズボトルの一例
（ゼファール製）

水分補給の際にボトルを手で握ることで中の飲み物を押し出し、飲むことができるのが特徴である。名称のスクイズ（squeeze）は英語で「押しつぶす」、「絞り出す」という意味がある。ポリエチレンやポリプロピレンといった柔らかいものが素材に使われているのが特徴で、形状は水筒のようなものが多い。誕生にはアスリートが効果的に水分補給をするためにスポーツ飲料メーカーが開発したという背景がある。ザバスやポカリスエット、スポーツメーカーなども製造を行っている。
水筒のような金属製の容器は、スポーツドリンクに含まれている酸性が触れると、稀に金属が溶けてしまうことがあり、劣化の原因となる。その点でスポーツドリンクの携帯には水筒よりも適しており、水筒以上に簡単に水分補給ができるというメリットもある。水筒に比べ保温、保冷効果がないのが欠点だが、温度をできるだけ保つためにスクイズボトル用のキャリージャケットも製造されている。また、保温、保冷機能を搭載したものも中にはある。ペットボトル飲料と比較するとスクイズボトルはワンタッチでキャップを開け閉めできたり、ボトルを倒してしまっても中身がこぼれにくいのも特徴である。ボトルを冷凍されると変形や破損の恐れがあるので注意が必要。
スクイズボトルで細かく洗いにくい部分には、重曹やクエン酸が効果的である。